# Hauptkirche Sankt Katharinen

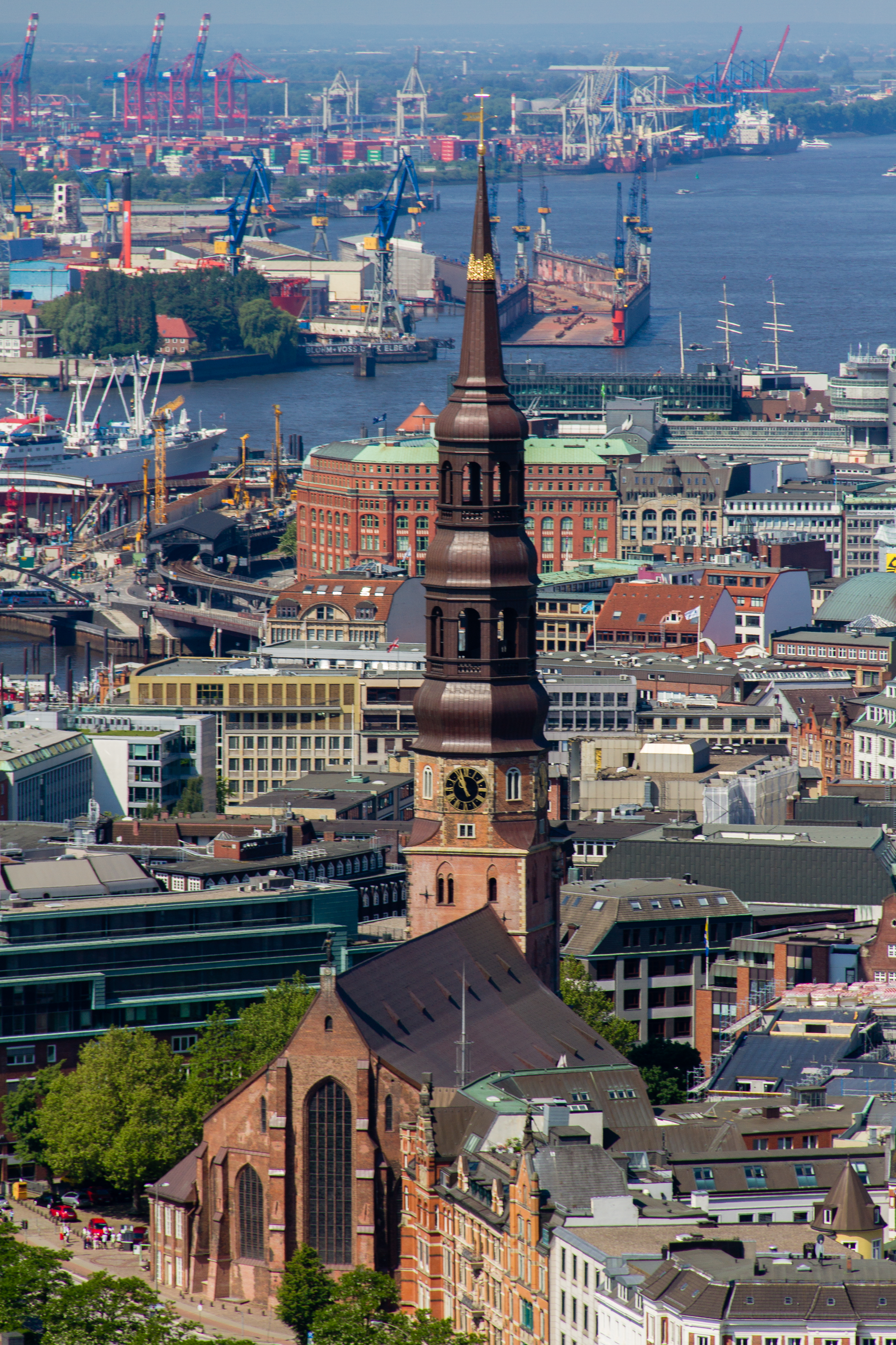
Hauptkirche Sankt Katharinen in Hamburg

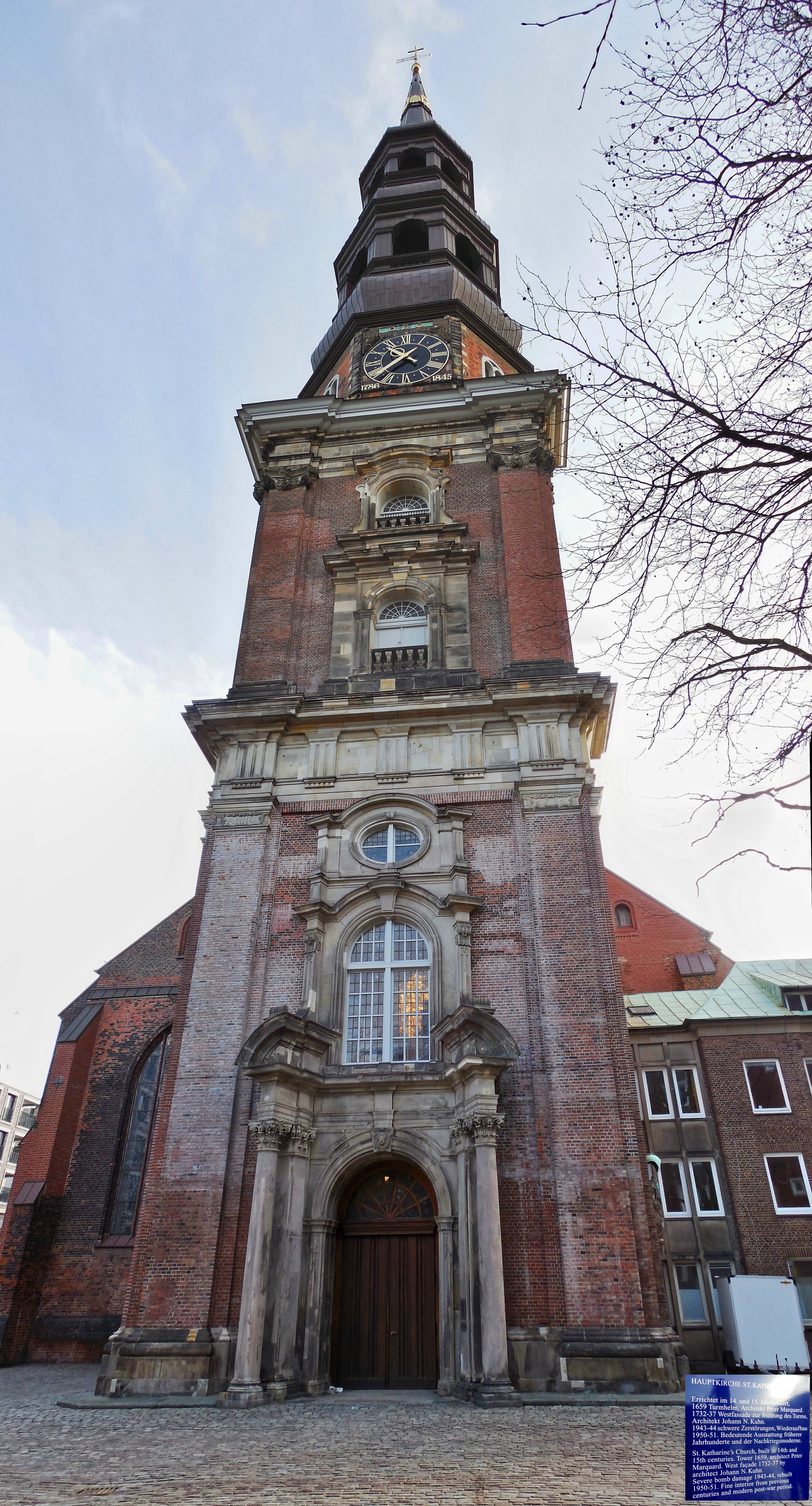

Sankt Katharinen ist eine der fünf Hamburger Hauptkirchen. Ihr Turmschaft aus dem 13. Jahrhundert gilt als das älteste aufrecht stehende Bauwerk Hamburgs, das seine Funktion noch erfüllt. Sie liegt gegenüber der Speicherstadt an der Straße Bei den Mühren und gilt aufgrund ihrer Hafennähe als Kirche der Seeleute. 

## Geschichte
Die Kirche, erstmals in einer Urkunde von 1256 erwähnt, war der Mittelpunkt der Gemeinde auf den Elbinseln Grimm, Cremon, Brook, Wandrahm und Kehrwieder. Der Neubau des Langhauses wurde um 1450 abgeschlossen. In den Jahren 1566 bis 1568 wurde die Turmfassade mit Sandstein im Stil der Renaissance gestaltet und durch den zu der Zeit in Hamburg ansässigen Maler Daniel Freese farbig gefasst. Von ihm stammt auch das Gemälde Urteil Salomonis als Pfeilerbekleidung. Die dreischiffige gotische Pseudobasilika mit Chorumgang hat eine gegenüber dem Turm nach Norden verschobene Achse. Das Mittelschiff besitzt eine Höhe von 29 Metern.
Bis ins 16. Jahrhundert hatten die Schiffe einzelne Dächer, die von einem gemeinsamen Dach abgelöst wurden. Wegen des schlechten Baugrundes der Elbmarsch hat es zahlreiche Setzungen gegeben, die durch Maueranker abgefangen werden mussten, einer zeigt die Jahreszahl 1660. Während der Fastnachtsflut am 14. Februar 1648 wurde der Turm zerstört. Der 1657 errichtete barocke Turmhelm mit mehreren Stufen trägt die Krone der heiligen Katharina. Sie wurde von Hermann Rentzel gestiftet und der Sage nach aus dem Goldschatz Klaus Störtebekers hergestellt.

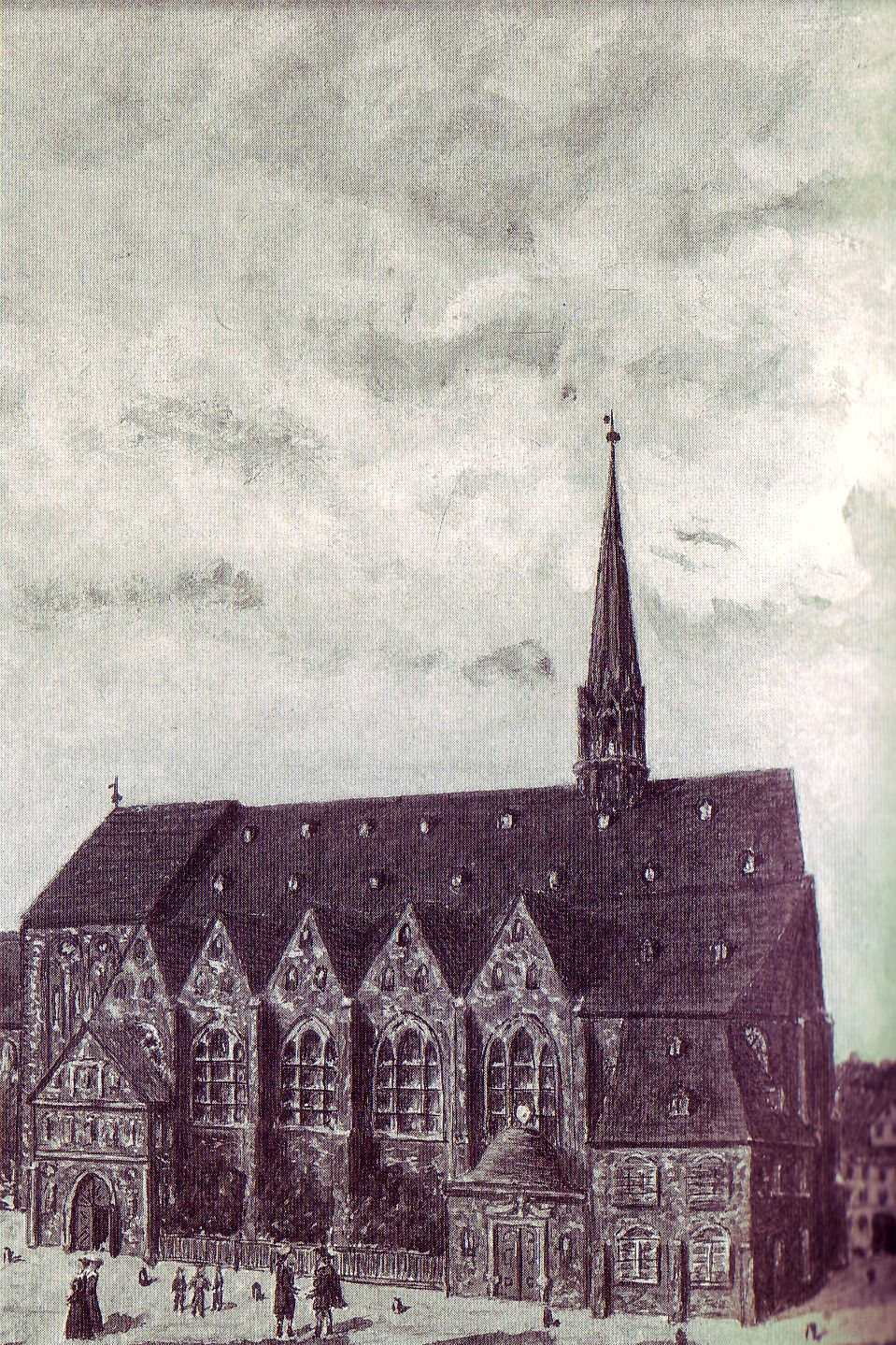
um 1540 ohne Turm
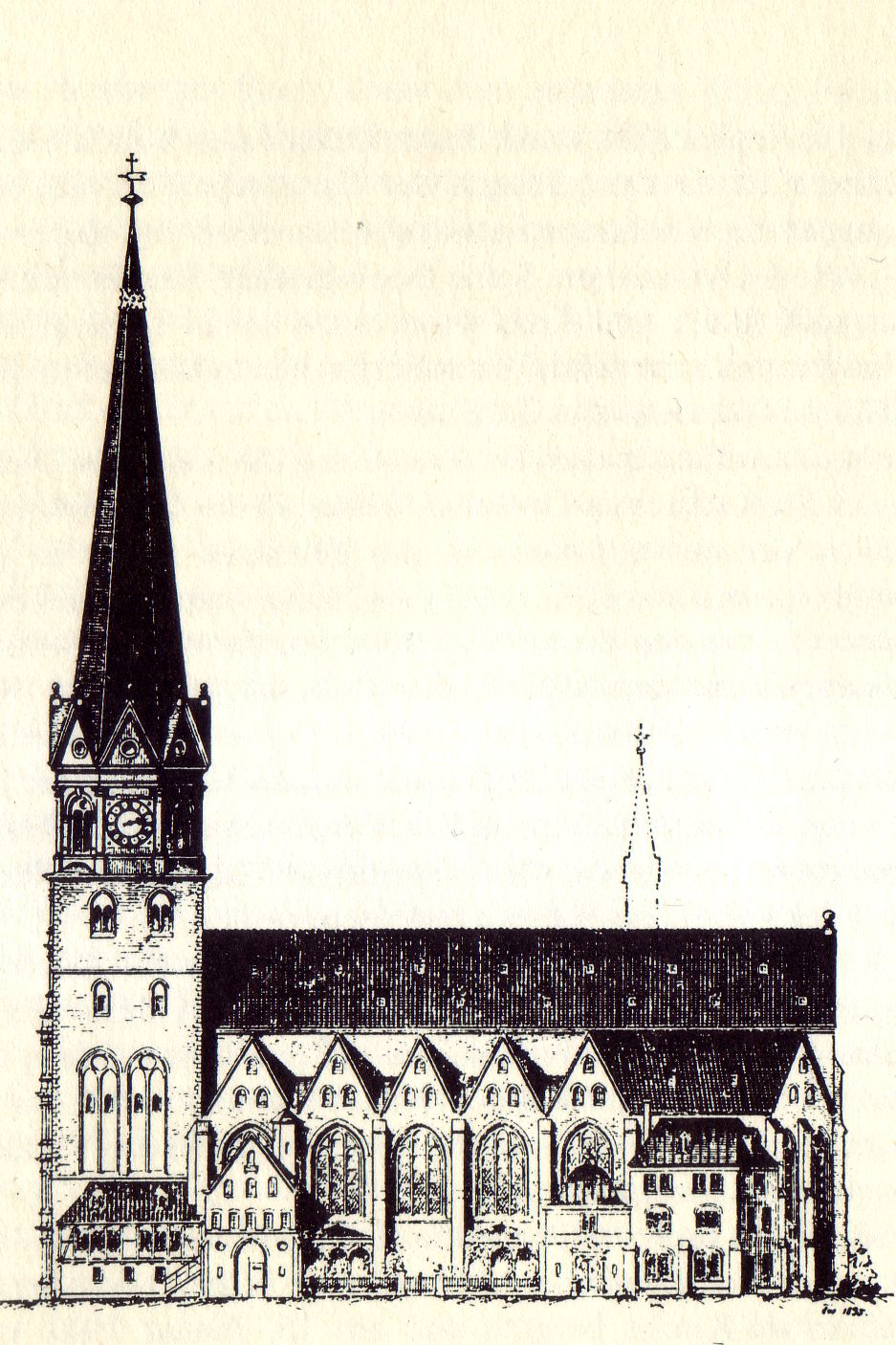
1. Turm vor 1648
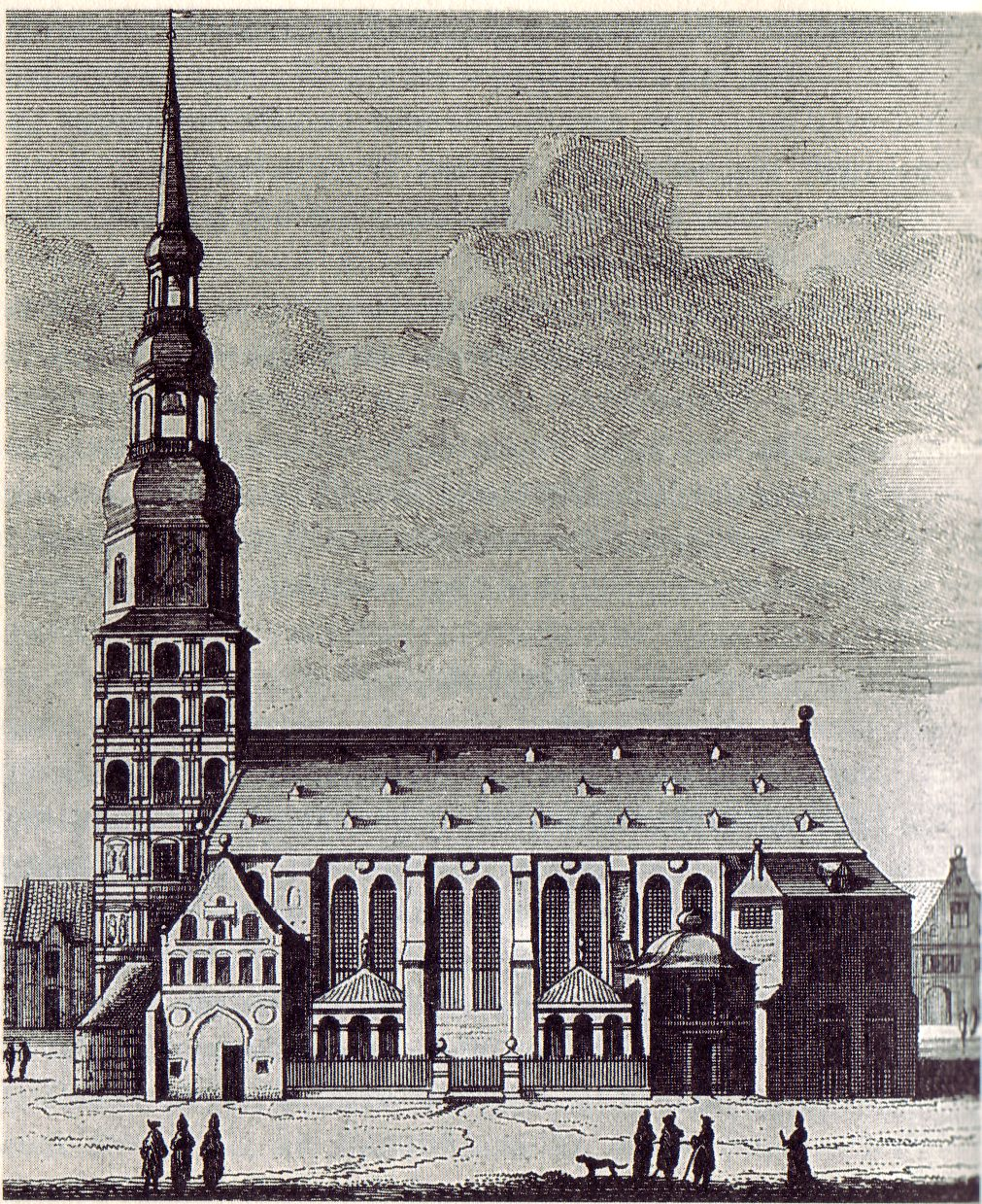
2. Turm um 1700
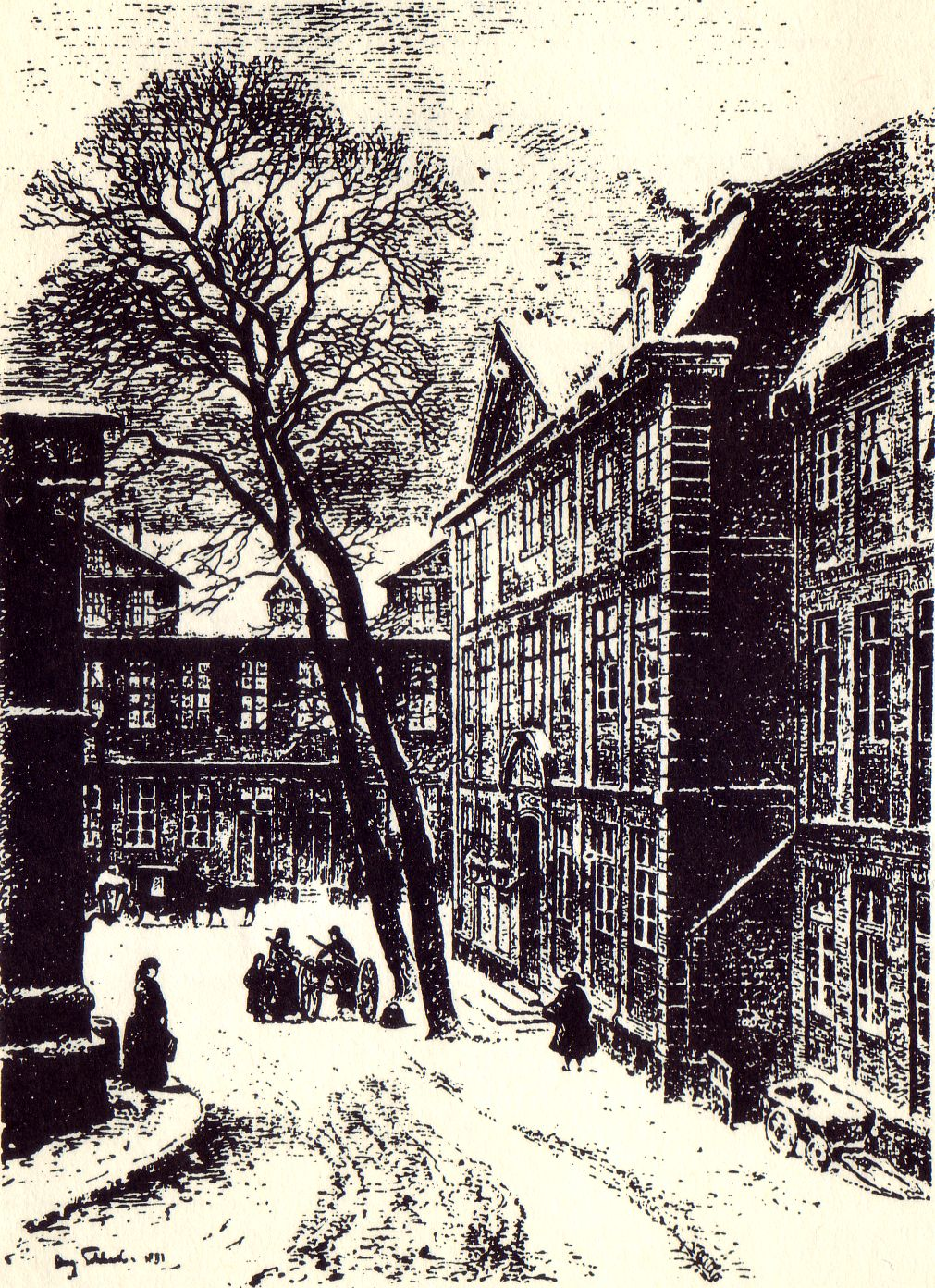
Pastorat und Predigerhäuser um 1880
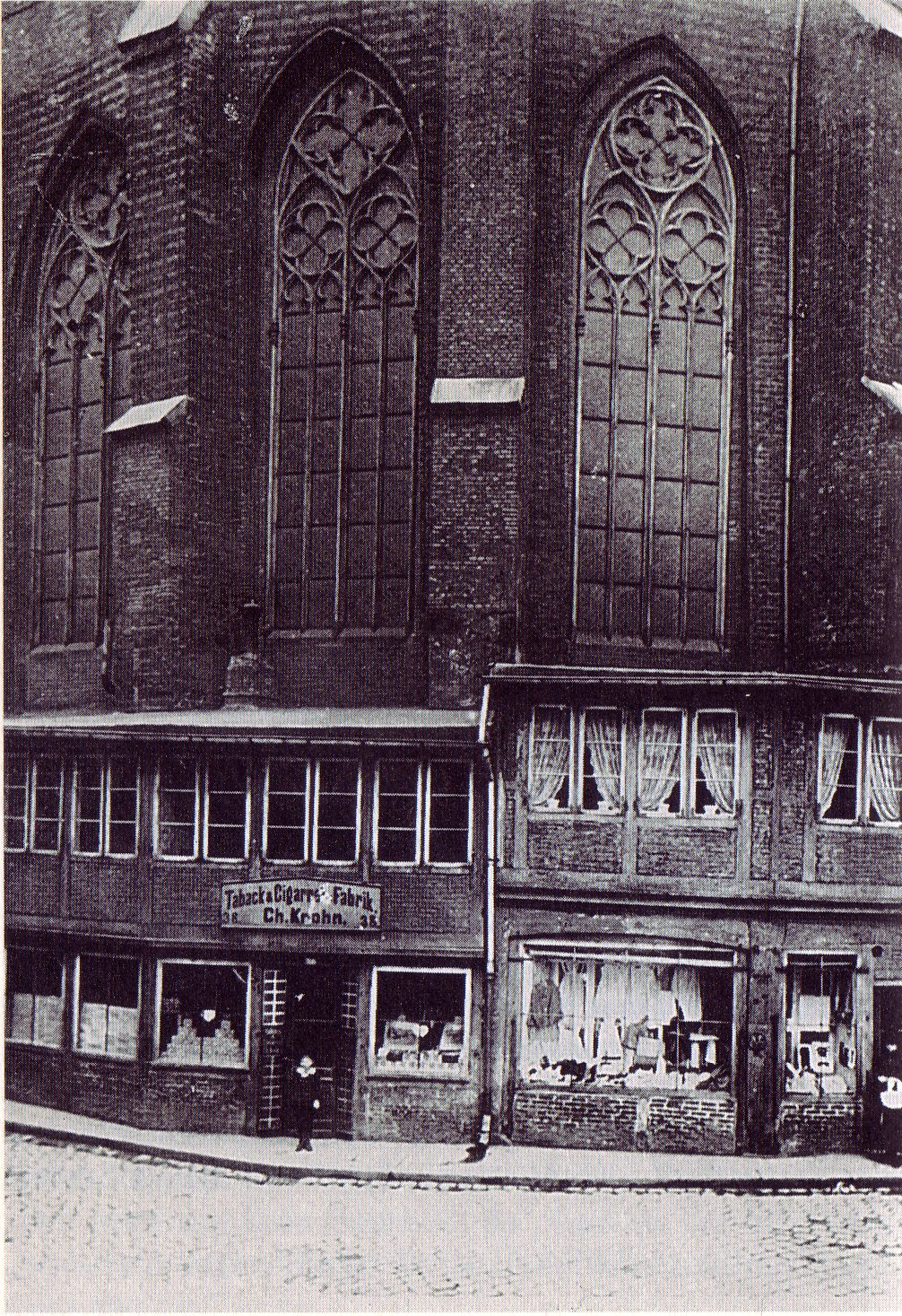
Südliche Anbauten um 1880

Das Zollanschlussabkommen vom 25. Mai 1881 brachte mit dem Bau der Speicherstadt die Zwangsumsiedlung von etwa 20.000 Menschen und eine massive Verkleinerung des Kirchspiels von St. Katharinen mit sich. Zum Ausgleich wurde das Arbeiterviertel Hammerbrook 1887 nach St. Katharinen umgepfarrt. Dies wiederum führte zu Diskussionen um den Erhalt der Katharinenkirche oder eine Verlegung, die erst mit dem Bau der St.-Annen-Kirche nach Plänen von Fernando Lorenzen als zusätzlicher Kirche für Hammerbrook 1898–1901 ihr Ende fanden.
Durch die Bombenangriffe Ende Juli 1943 wurden sowohl St. Annen als auch St. Katharinen weitgehend zerstört. Während die Ruinen von St. Annen in den 1950er-Jahren abgerissen wurden, wurde St. Katharinen, von der im Wesentlichen auch nur noch die Außenmauern und der Turmschaft erhalten waren, in den Jahren 1950 bis 1956 durch die Architekten Bernhard Hopp und Rudolf Jäger wiederaufgebaut. Aufgrund begrenzter finanzieller Mittel der Gemeinde geschah dieses allerdings nur ungenügend. 1957 war der zerstörte, 116,7 Meter hohe Turm durch eine Stahlkonstruktion in der Form des 17. Jahrhunderts wiederhergestellt.
Als dem städtebaulichen Projekt HafenCity nahegelegene und zuständige Kirche wurde sie in den Jahren 2007 bis 2012 umfassend saniert. Nach dem Neuaufbau der Strebepfeiler, dem Austausch von Mauerwerk und der Erneuerung des Kupferdachs erfolgte 2013 die Wiederherstellung der 1943 zerstörten Orgel.
Die Anbauten entsprechen dem ursprünglichen Charakter, sind aber in moderner Form ergänzt. Die barocken Türportale stammen aus alten Hamburger Kaufmannshäusern.

## Ausstattung

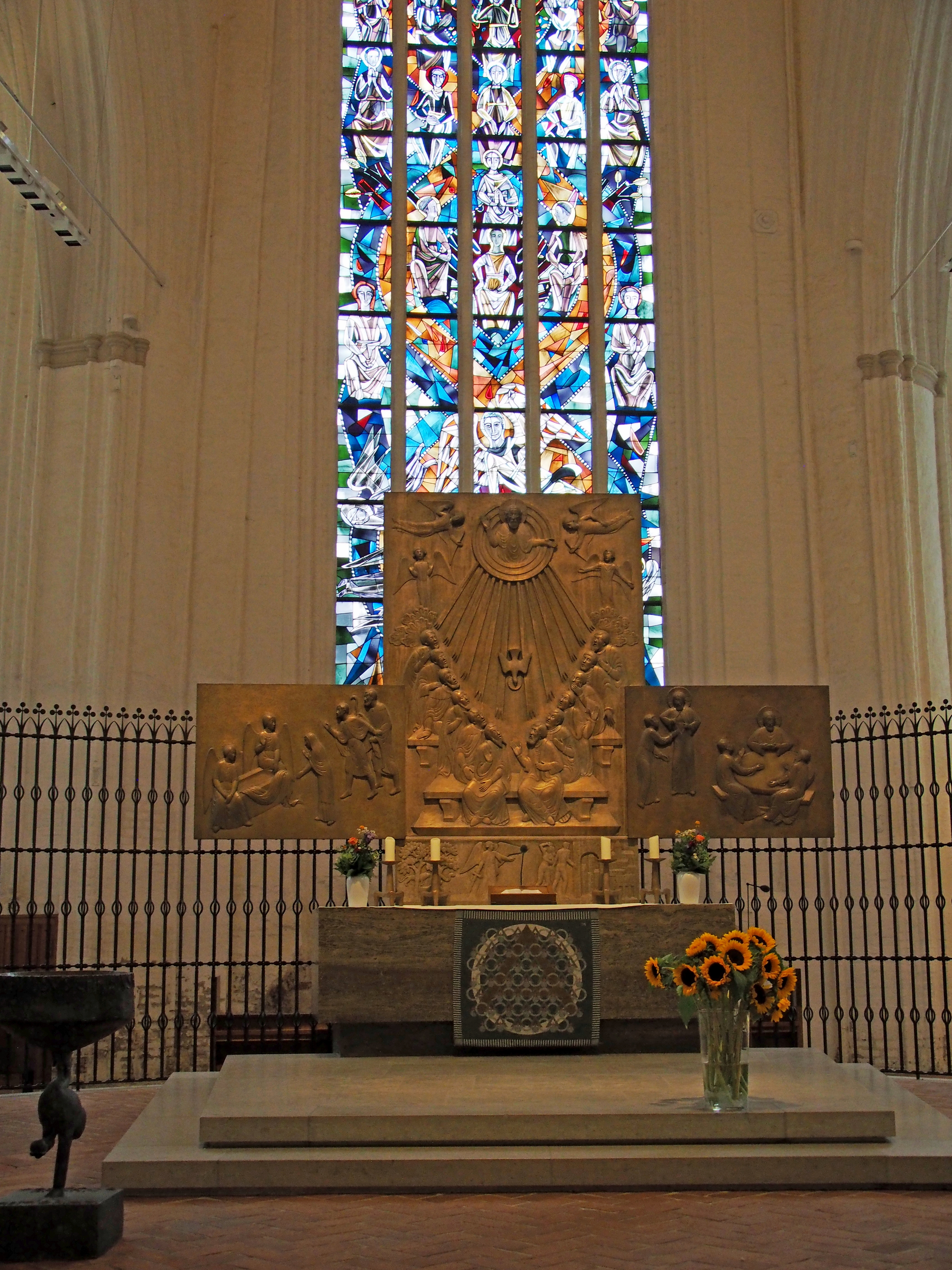
Altar

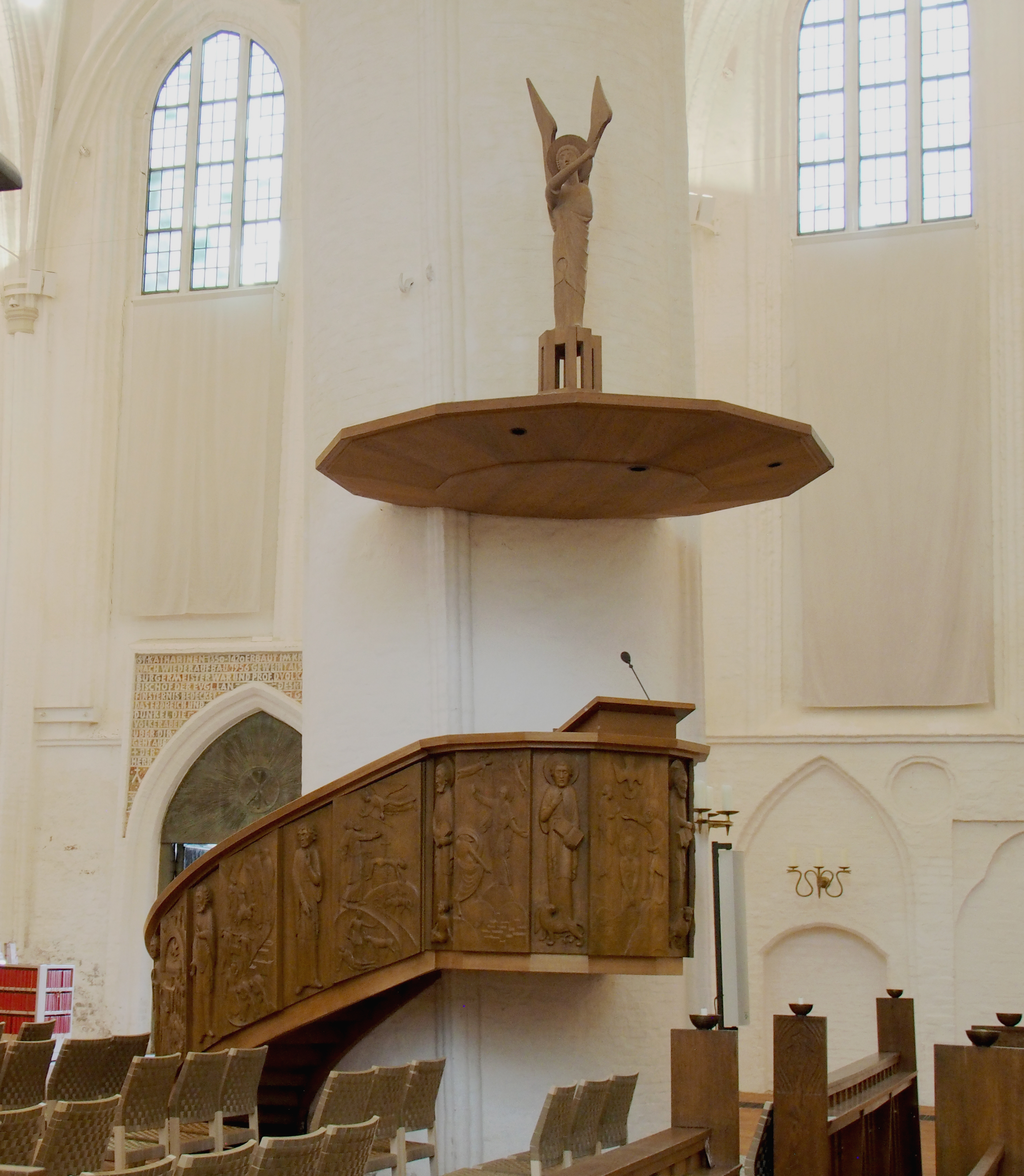
Kanzel

Die Kirchenausstattung ist großteils nach der Zerstörung neu geschaffen; so ging etwa die Marmorkanzel von Maximilian Steffens von 1632/33 verloren.
Die Kreuzigung Christi ist eine Malerei (Öl auf Eiche; 197 × 130 cm) des Hamburger Malers Wilm Dedeke aus der Zeit um 1500. Sie hängt neben dem südlichen Eingang. Im späten 19. Jahrhundert und wohl auch ursprünglich hing die Tafel am ersten nördlichen Pfeiler. Am unteren Bildrand befinden sich zwei Stifterfiguren, die über die beigesellten Wappen als Tile († 1491) und seine Frau Tibbeke Nigel (geborene Köting oder auch Kötning, † 1503) identifiziert werden können. Tibbeke lebte Anfang des 16. Jahrhunderts in Grimm 25 neben der Katharinenkirche und initiierte nach dem Tod ihres Mannes die Einrichtung von Wohnraum für verarmte, alte Frauen in der Spitalerstraße 5. Neben dem Kalvarienberg der Stifter Nigel hängt heute ein Tafelbild eines niederländischen Malers (um 1520), das die Beweinung Christi zeigt. Auch hier sind die Stifter, Anna Brüning oder auch Büring (geborene Sandruw, † 1537) und ihr Mann Henning († 1499), mit ihren Wappen ins Bild gebracht. Beide Tafelbilder wurden 1899 als Leihgaben an die Hamburger Kunsthalle gegeben (Inv. Nr. 462 und 463) und hängen heute wieder an ihrem Bestimmungsort, nachdem die zwischenzeitlich angefertigten Kopien im Zweiten Weltkrieg verbrannten.
Zwei Holzskulpturen der Kirchenpatronin wurden in jüngerer Zeit für die Kirche erworben. Die Figuren stammen aus dem oberdeutschen Raum und entstanden in der zweiten Hälfte des 15. Jahrhunderts bzw. zu Beginn des 16. Jahrhunderts.
Nicht erhalten sind die 1908 von dem Hamburger Künstler und Heidemaler Hermann de Bruycker gestalteten Fenster. Werke der Glaskunst schuf Hans-Gottfried von Stockhausen 1956 mit dem Fenster im Ostchor Wachet auf, ruft uns die Stimme und 1957 mit dem Nordfenster Verkündigung an die Hirten. Das Nordfenster ist inzwischen durch die neue Chororgel verdeckt.
Der für die Kirche geschaffene Bilderzyklus Weg ins Licht mit 24 Tafelbildern und zwölf Rosetten für den Obergaden von Ingeborg zu Schleswig-Holstein 1984 bis 1986 war bis zur Restaurierung 2007 als Leihgabe ausgestellt.

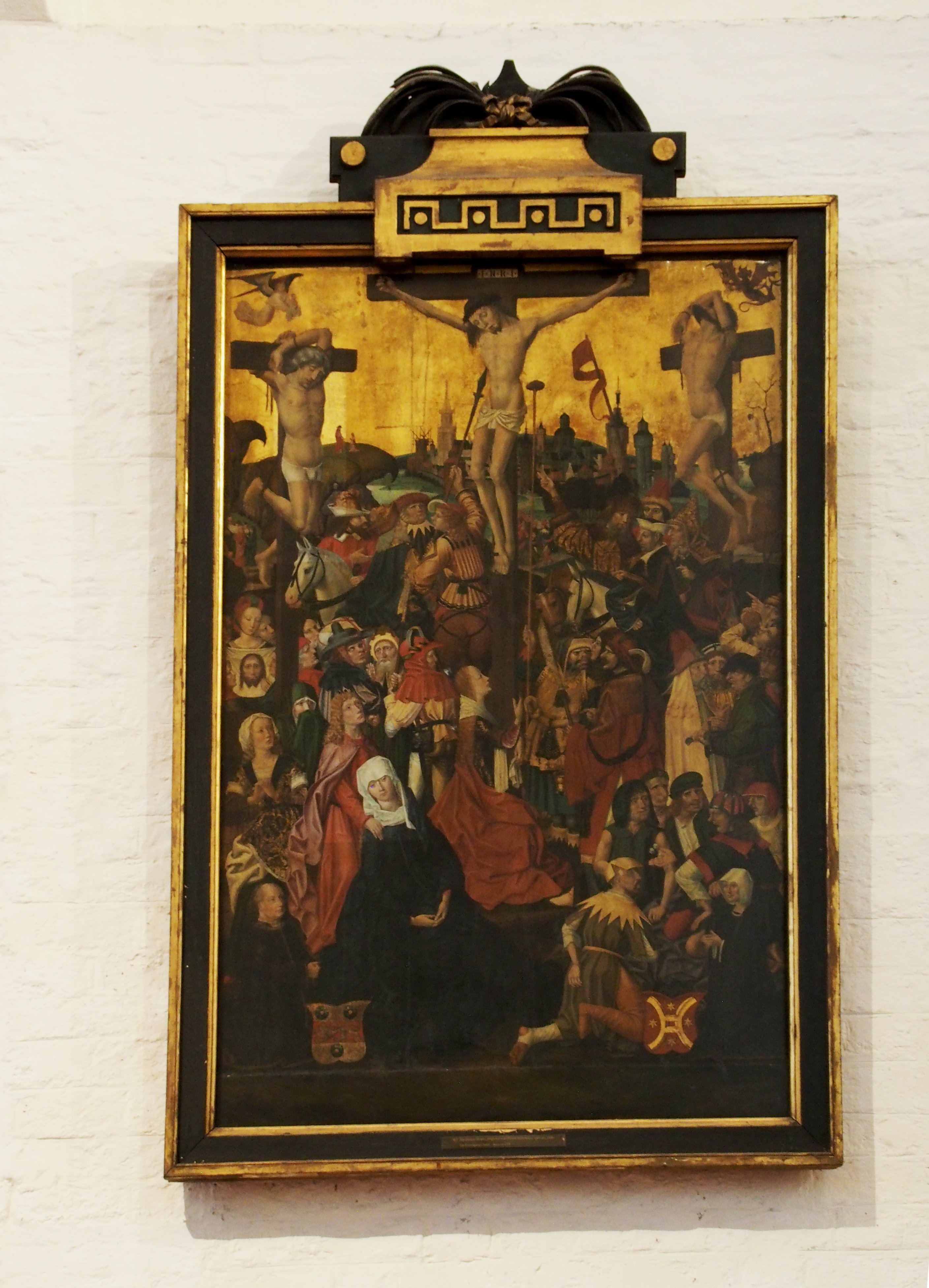
Kreuzigung Christi
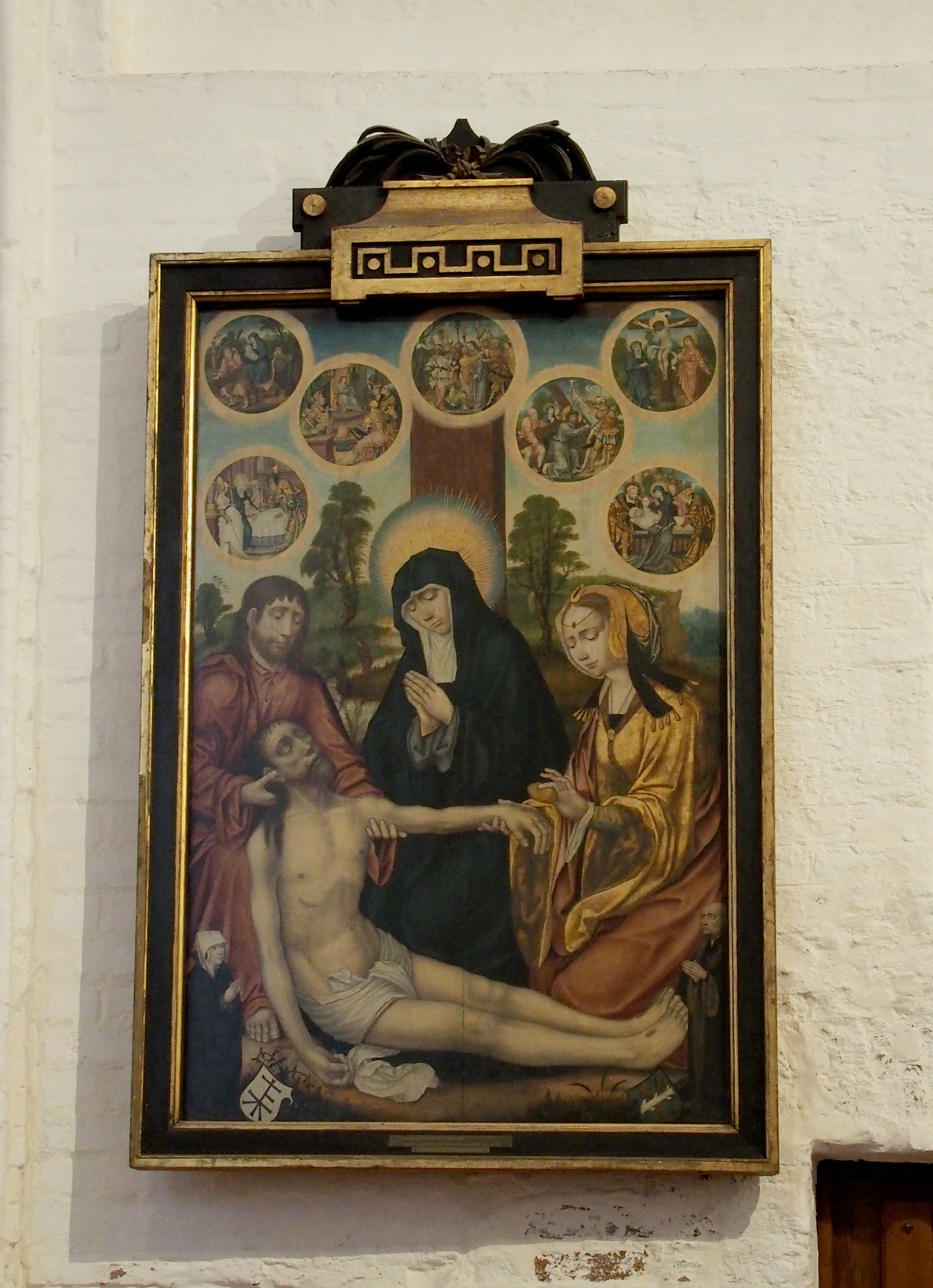
Beweinung Christi mit den sieben Schmerzen Mariä
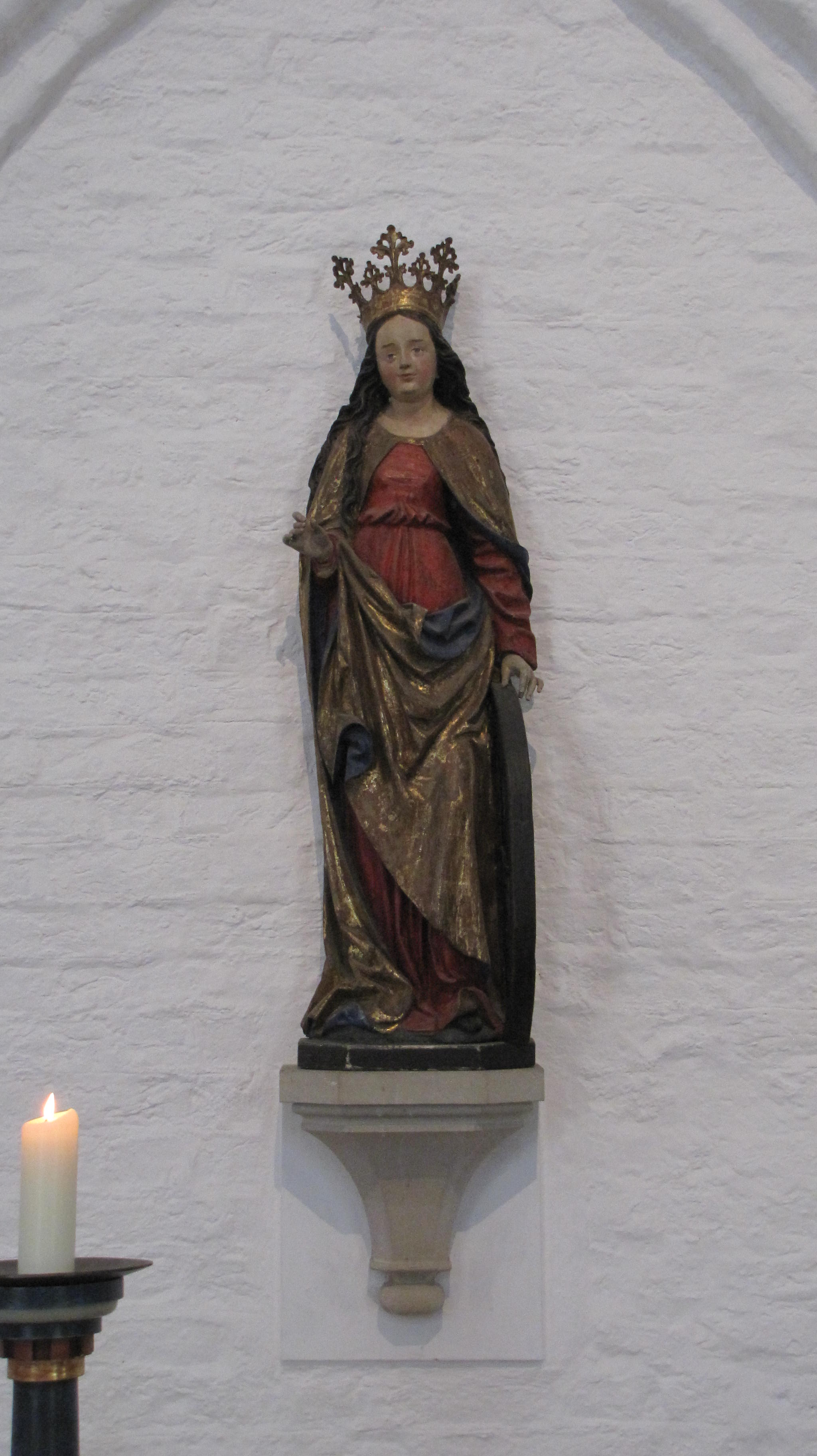
Hl. Katharina von Alexandrien, 2. Hälfte 15. Jh.

## Turmhaube
Der Plauener Zimmerer Peter Marquard schuf die barocke Haube, sein Bruder Joachim Marquard den Turmaufbau der St.-Marien-Kirche in Zwickau. Einen baugleichen Kirchturm der Werkstatt Marquard hat die Petrikirche in Riga.

## Orgeln

### Hauptorgel

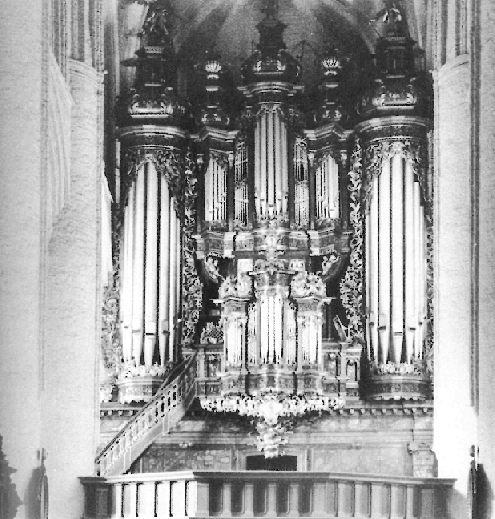
Historische Orgel um 1900

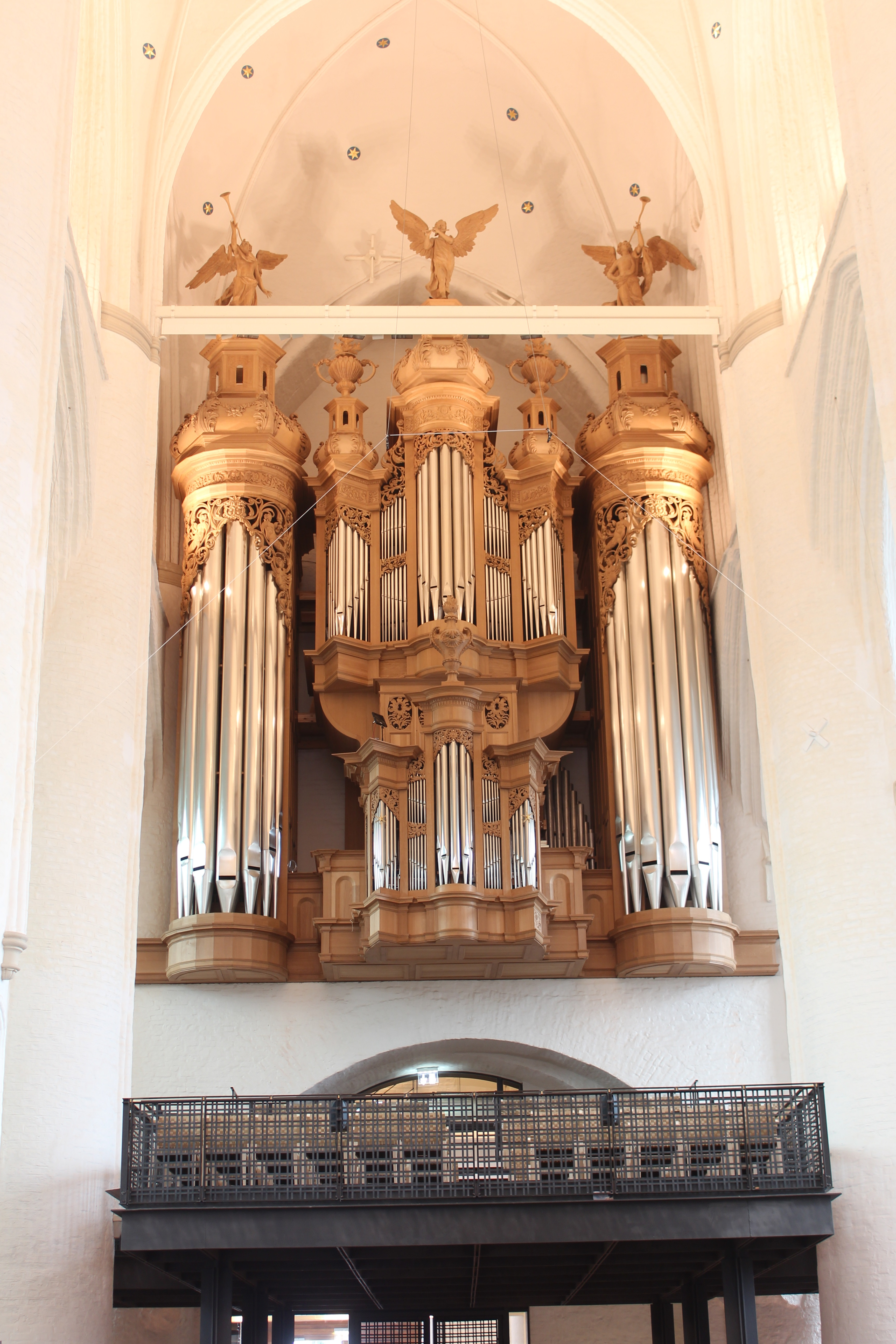
Flentrop-Orgel von 2013

Erste Hinweise auf eine Orgel gibt es um 1400, als ein Balgtreter erwähnt wird. Für das Jahr 1433 ist eine Kapitalaufnahme für die Orgel nachgewiesen. Marten de Mare nahm 1520 einen Umbau vor. 1534 ist von einer kleinen Orgel die Rede. 1543 folgte ein Teilneubau durch Gregorius Vogel (III/43), Hendrik Niehoff und Jasper Johannson ergänzten 1551/1552 ein Rückpositiv. Zwischen 1559 und 1591 arbeitete die führende Orgelbauerfamilie Scherer an der Orgel, die zu ihrer Zeit als das bedeutendste Instrument Hamburgs galt. Bei weiteren Umbauten im Laufe des 17. Jahrhunderts wurde sie auf insgesamt 58 Register und auf vier Manualwerke erweitert. Gottfried Frietzsch baute die Orgel 1630–1631 um und erweiterte sie auf vier Manualwerke. Dabei fügte er das Brustwerk mit sieben Stimmen hinzu, das vom vierten Manual gespielt wurde und wahrscheinlich je vier geteilte Obertasten (Subsemitonien) zur Erweiterung der mitteltönigen Temperatur erhielt. Friedrich Stellwagen (1644–1647), Hans Christoph Fritzsche (1670–1671, unvollendet), Johann Friedrich Besser (1671–1674) und Joachim Richborn (1664–1675) führten weitere Umbauten und Erweiterungen durch.
Johann Sebastian Bach spielte 1720 vor den Honoratioren der Stadt auf der Orgel, deren Zungenregister er sehr schätzte; seine Fuge g-Moll (BWV 542/2) geht vielleicht auf eine Improvisation bei diesem Ereignis zurück.

„In der St. Catharinenkirchenorgel in Hamburg sind gar 16 Rohrwerke. Der seel. Capelmeister, Hr. J. S. Bach in Leipzig, welcher sich einsmals 2 Stunden lang auf diesem, wie er sagte, in allen Stücken vortrefflichen Werke hat hören lassen, konnte die Schönheit und Verschiedenheit des Klanges dieser Rohrwerke nicht genug rühmen. […]
Der seel. Hr. Kapellmeister Bach in Leipzig, versicherte eine ähnliche gute und durchaus vernehmliche Ansprache bis ins tiefste C, von dem 32füßigen Principale, und der Posaune im Pedale der Catharinenorgel in Hamburg: er sagte aber auch, dies Principal wäre das einzige so groß von dieser guten Beschaffenheit, das er gehöret hätte.“

Von der historischen Orgel, die 1943 weitgehend zerstört wurde, blieben zunächst 1016 Pfeifen erhalten. Beim Orgelneubau im Jahr 1962 durch Emanuel Kemper fanden noch 520 Pfeifen aus 20 Registern Verwendung. Im Zuge der Kirchenrenovierung wurde die Kemper-Orgel im Jahr 2008 demontiert und mit Ausnahme der historischen Pfeifen nach Jastrzębia Góra in Polen verkauft. Diese bildeten zusammen mit Fotos von der äußeren Anlage und einer vor 1943 erstellten Dokumentation den Ausgangspunkt für eine wissenschaftlich verantwortete Rekonstruktion des Instruments. Die Orgel wurde durch die Firma Flentrop im Jahr 2013 fertiggestellt. Das verlorene Pfeifenwerk, die Spielanlage und der historische Prospekt wurden rekonstruiert, ohne die Orgel von 1720 zu kopieren. Anhand einer erhaltenen Maßzeichnung und alter Fotos entwarf das Atelier von Christiane Sandler in Augsburg das Schnitzwerk im Stil der Renaissance, aber als eigenständige Nachschöpfung. Das Rückpositiv war bereits am Ostersonntag 2009 nach einem ersten Bauabschnitt eingeweiht worden. Ab September 2012 wurden die drei anderen Manualwerke und die Pedaltürme eingebaut. Die Kirchengemeinde brachte für das Projekt, das von der 2005 gegründeten „Stiftung Johann Sebastian – eine Orgel für Bach“ flankiert wurde, 3,2 Millionen Euro an Spenden auf. Die Einweihung erfolgte am 9. Juni 2013.
Der Prospekt ist von der Übergangszeit von der Spätrenaissance zum Frühbarock gezeichnet. In der Emporenbrüstung befindet sich das Rückpositiv in verkleinerter Gestalt des Hauptwerks. Beide Gehäuse werden durch einen runden Mittelturm und außen durch Spitztürme geprägt, die durch zweigeschossige Flachfelder verbunden werden. Zwei mächtige polygonale Pedaltürme, die von Posaunen blasenden Engeln bekrönt werden, flankieren die Manualwerke. Alle Pfeifenfelder weisen geschnitztes Schleierwerk auf und werden von reich profilierten Gesimskränzen abgeschlossen. Die Disposition gibt den Zustand wieder, wie sie Johann Mattheson 1720 mitteilte. Sie wurde jedoch um eine Manualkoppel und um drei Register ergänzt (Gambe 8′ und Octava 4′ im Oberwerk sowie Trompete 8′ im Hauptwerk), sodass die Orgel über 61 Register verfügt. Die Manualumfänge wurden erweitert und die ursprüngliche mitteltönige Stimmung nicht gelegt.
| I Rückpositiv CD–d3 |                 |       |
| 1.                  | Principal       | 8′    |
| 2.                  | Gedackt         | 8′    |
| 3.                  | Quintadena      | 8′    |
| 4.                  | Octave          | 4′    |
| 5.                  | Hohlflöte       | 4′    |
| 6.                  | Blockflöte      | 4′    |
| 7.                  | Quintflöte      | 1 ⁄3′ |
| 8.                  | Sifflöt         | 1′    |
| 9.                  | Scharf VIII     |       |
| 10.                 | Sesquialtera II |       |
| 11.                 | Regal           | 8′    |
| 12.                 | Oboe d’amore    | 8′    |
| 13.                 | Schalmey        | 4′    |

| II Hauptwerk CD–d3 |                 |     |
| 14.                | Principal       | 16′ |
| 15.                | Quintadena      | 16′ |
| 16.                | Bordun          | 16′ |
| 17.                | Oktave          | 8′  |
| 18.                | Spitzflöte      | 8′  |
| 19.                | Flauto traverso | 8′  |
| 20.                | Octave          | 4′  |
| 21.                | Oktave          | 2′  |
| 22.                | Rauschpfeife II |     |
| 23.                | Mixtur X        |     |
| 24.                | Trompete        | 16′ |
| 25.                | Trompete        | 8′  |

| III Oberwerk CD–d3 |                |       |
| 26.                | Prinzipal      | 8′    |
| 27.                | Hohlflöte      | 8′    |
| 28.                | Viola di gamba | 8′    |
| 29.                | Flöte          | 4′    |
| 30.                | Octava         | 4′    |
| 31.                | Nasat          | 2 ⁄3′ |
| 32.                | Waldflöte      | 2′    |
| 33.                | Gemshorn       | 2′    |
| 34.                | Scharf VI      |       |
| 35.                | Trompete       | 8′    |
| 36.                | Zincke         | 8′    |
| 37.                | Trompete       | 4'    |

| IV Brustwerk CD–d3 |            |     |
| 38.                | Principal  | 8′  |
| 39.                | Octave     | 4′  |
| 40.                | Quintadena | 4′  |
| 41.                | Waldpfeife | 2′  |
| 42.                | Scharf VII |     |
| 43.                | Dulcian    | 16′ |
| 44.                | Regal      | 8′  |

| Pedal CD–d1 |                 |     |
| 45.         | Principal       | 32′ |
| 46.         | Principal       | 16′ |
| 47.         | Subbass         | 16′ |
| 48.         | Octave          | 8′  |
| 49.         | Gedackt         | 8′  |
| 50.         | Octave          | 4′  |
| 51.         | Nachthorn       | 4′  |
| 52.         | Rauschpfeife II |     |
| 53.         | Mixtur V        |     |
| 54.         | Cimbel III      |     |
| 55.         | Groß-Posaun     | 32′ |
| 56.         | Posaune         | 16′ |
| 57.         | Dulcian         | 16′ |
| 58.         | Trompete        | 8′  |
| 59.         | Krummhorn       | 8′  |
| 60.         | Schalmey        | 4′  |
| 61.         | Cornet-Bass     | 2′  |

- Koppeln: III/II, IV/III, I/P
- 3 Tremulanten (für die ganze Orgel und für I+IV separat)
- 2 Zimbelsterne
- Stimmung:
  - Höhe a1= 465 Hz bei 20 °C
  - ungleichschwebende Stimmung (Bach-Kellner)

### Chororgel

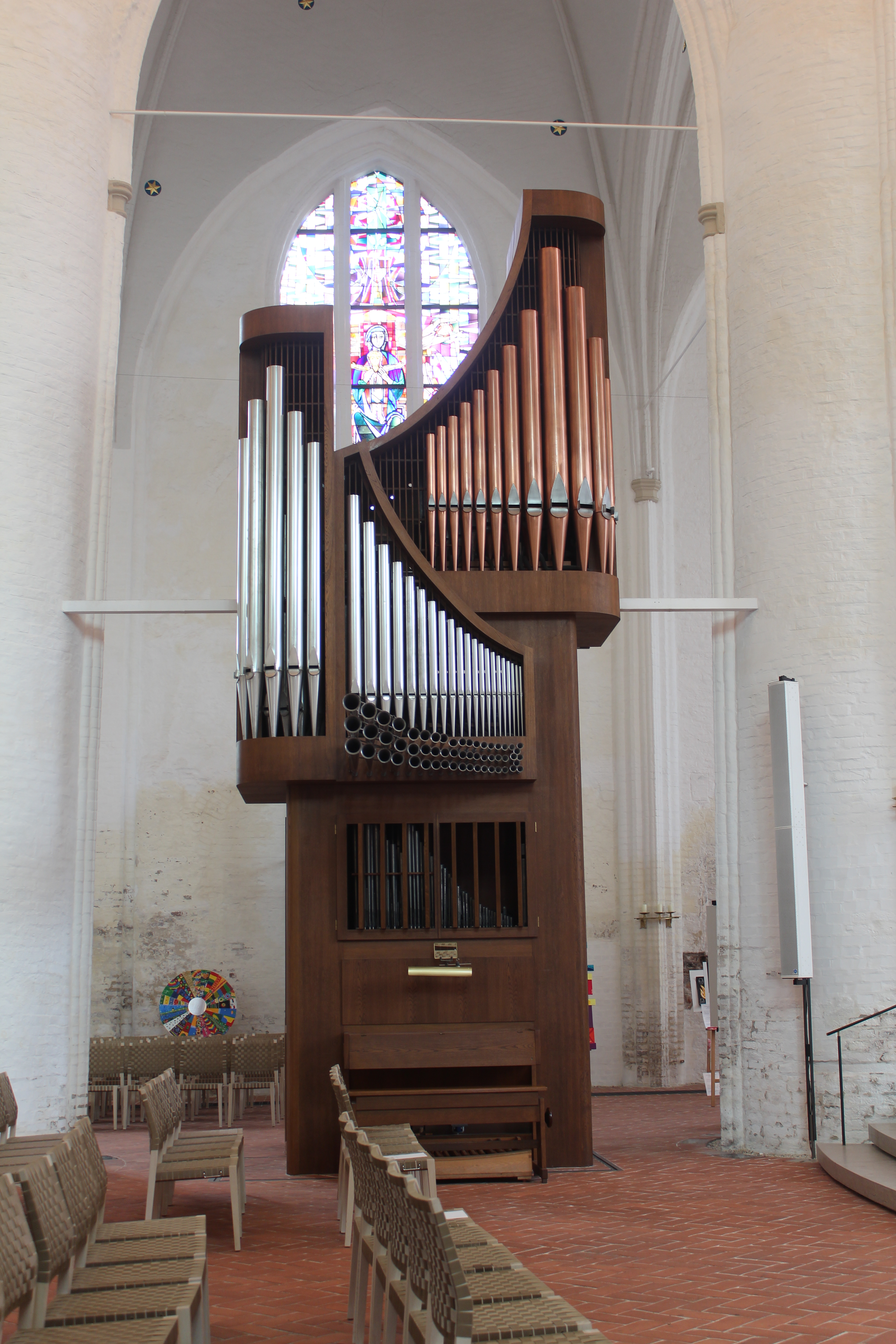
K-förmiger Prospekt der Chororgel

Detlef Kleuker schuf im Jahr 1984 eine Chororgel, die als Begleitinstrument für das liturgische Geschehen im Chor eingesetzt wird. Der Prospekt in Form eines K erinnert die Namen der Kirche, des Orgelbauers und des Sponsors Otto Krahn. Bei einer Überholung im Jahr 2001 durch OBM Erbslöh wurde das ursprüngliche Cornet im Schwellwerk aufgeteilt (in Quinte und Terz) und die Pedal-Posaune 16′ durch eine Trompete 8′ ersetzt, sodass die Orgel nun über 15 Register verfügt, die auf zwei Manuale und Pedal verteilt sind. Zudem erhielt die Orgel eine wohltemperierte Stimmung.
| I Hauptwerk C–g3 |                     |    |
| 1.               | Prinzipalflöte      | 8′ |
| 2.               | Praestant           | 4′ |
| 3.               | Blockflöte          | 2′ |
| 4.               | Mixtur V            | 4′ |
| 5.               | Trompete en chamade | 8′ |
|                  | Tremulant           |    |

| II Schwellwerk C–g3 |                  |        |
| 6.                  | Gedackt          | 8′     |
| 7.                  | Flûte harmonique | 4′     |
| 8.                  | Quinte           | 2 ⁄3′  |
| 9.                  | Prinzipal        | 2′     |
| 10.                 | Terz             | 1 3⁄5′ |
| 11.                 | Cymbal III       |        |
| 12.                 | Hautbois         | 8′     |
|                     | Tremulant        |        |

| Pedal C–f1 |          |     |
| 13.        | Subbass  | 16′ |
| 14.        | Gemshorn | 8′  |
| 15.        | Trompete | 8′  |

- Koppeln: II/I, I/P, II/P

## Kirchenmusiker
Berühmte Organisten wie Heinrich Scheidemann und Johann Adam Reincken waren in Sankt Katharinen angestellt und veranlassten eine Erweiterung der Orgel. Als Director musices wirkte Georg Philipp Telemann ab 1721 in Hamburg. Amandus Eberhard Rodatz bekleidete bis 1836 das Organistenamt dieser Kirche. Von 1931 bis zur Zerstörung 1943 war Engelhard Barthe (1906–1977) Organist, nach dem Wiederaufbau 1956 wurde Thomas Dittmann (1931–1998) berufen, der die Chorarbeit in dieser Kirche neu begründete. 1994 übernahm Andreas Fischer dieses Amt, der sich für die Rekonstruktion der historischen Orgel einsetzte.

## Glocken

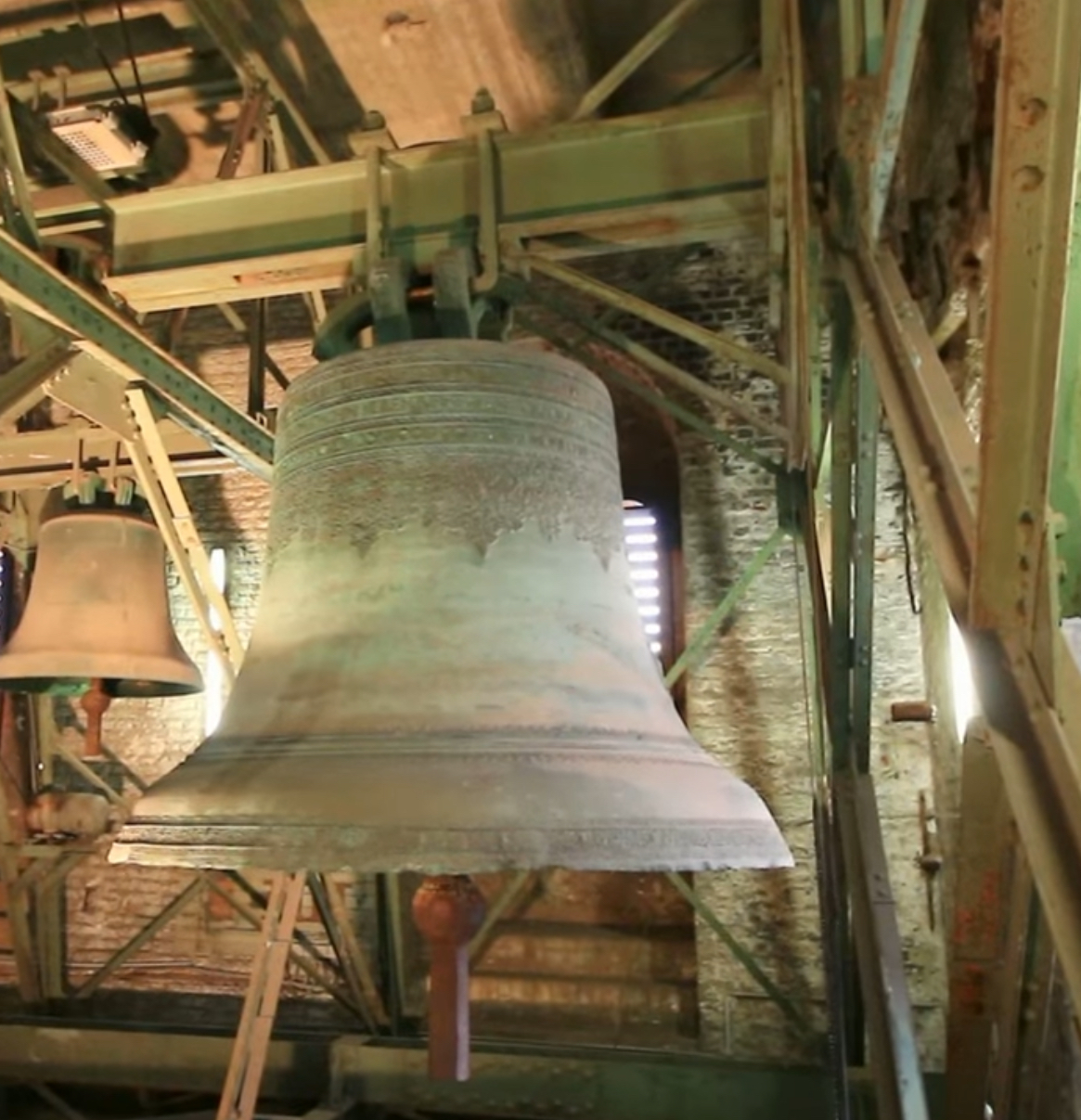
Glocke 1 „Soli Deo Gloria“ Ton: f°

Der Kirchturm beherbergt ein fünfstimmiges Bronzegeläut mit einer historischen Glocke. Die große Glocke aus dem Jahr 1626 ist die größte erhaltene Glocke des Gießers Hans Nuessel. Sie erklingt in der Regel nur solistisch am Karfreitag und zu Beerdigungen. Die vier kleineren Glocken wurden im Jahre 1957 von Friedrich Wilhelm Schilling in Heidelberg gegossen.
- Soli Deo Gloria (Allein Gott sei Ehr'), Ton f°, Gewicht 6.500 kg, Durchmesser 2165 mm,[25] gegossen 1626 von Hans Nüssel
- Jubilate (Jauchzet), Ton c', Gewicht 2.700 kg, gegossen 1957 von Schilling in Heidelberg
- Cantate (Singet), Ton e', Gewicht 1.330 kg, gegossen 1957 von Schilling in Heidelberg
- Rogate (Betet), Ton g', Gewicht 903 kg, Durchmesser 1150 mm,[25] gegossen 1957 von Schilling in Heidelberg
- Exaudi (Höre), Ton a', Gewicht 879 kg, Durchmesser 1079 mm,[25] gegossen 1957 von Schilling in Heidelberg

Aufgrund von Rissen ist die „Soli Deo Gloria“ stillgelegt und soll in einer Werkstatt repariert werden. Die Gelegenheit wird genutzt, den 70 Jahre alten, stark verschlissenen Stahlglockenstuhl für alle fünf Glocken durch einen hölzernen zu ersetzen, ebenso, um die Stahljoche gegen Holzjoche auszutauschen sowie, um die Glockenstube zu sanieren und die Glockensteuerung zu erneuern.